# Конно-механизированная группа

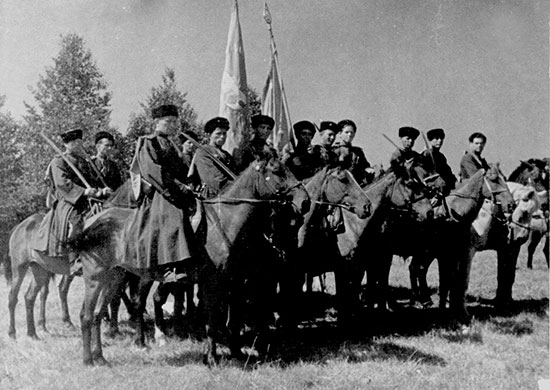
Бойцы 10-й гвардейской казачьей кавалерийской дивизии, входившей в конно-механизированную группу Плиева 2-го Украинского фронта (впоследствии 1-ю гвардейскую).

Конно-механизированная группа (КМГ) — подвижное оперативное или оперативно-тактическое объединение войск, обычно временное, включающее в себя кавалерийские, а также танковые и механизированные соединения.
КМГ широко использовались в Красной армии (РККА), особенно в годы Великой Отечественной войны, для выполнения задач во фронтовых и армейских операциях. В ходе наступления КМГ развивали успех в оперативной глубине обороны противника, захватывали важные рубежи, перехватывали коммуникации и тем самым облегчали продвижение пехоты. В обороне они обеспечивали фланги и использовались как подвижный резерв для нанесения контрударов. Одной конно-механизированной группе за мужество и героизм, проявленные в боях против захватчиков, было присвоено почётное звание — гвардейская, а именно 1-й гвардейской конно-механизированной группе (1 Гв. КМГ).

## История
Идея усиления кавалерии бронетанковыми соединениями (бронеотрядами) была опробована РККА в годы Гражданской войны. В межвоенный период активно разрабатывались теория применения конно-механизированных групп, проводились манёвры и учения. В 1938 году в Киевском Особом военном округе была создана первая КМГ. Временные КМГ создавались во время походов Красной Армии в Западную Белоруссию и Западную Украину.
Многочисленные временные конно-механизированные группы создавались в ходе Великой Отечественной войны. В 1941—1942 успешно действовала конно-механизированная группа П. А. Белова. В 1944 году в ходе Одесской и Березнеговато-Снегирёвской операций в составе 3-го Украинского фронта участвовала КМГ И. А. Плиева. В операции «Багратион» КМГ Плиева развивала успех совместно с КМГ Н. С. Осликовского. Успешными были также действия временных КМГ С. И. Горшкова в Ясско-Кишинёвской и КМГ С. В. Соколова в Львовско-Сандомирской операциях. Мощная конно-механизированная группа под командованием И. А. Плиева, включавшая 4 монгольских кавалерийских дивизии, действовала в Маньчжурской операции 1945 года. Некоторые временные объединения Красной Армии в ВОВ (например, подвижная группа 16-й армии под командованием Ф. Т. Ремизова) по сути своей представляли конно-механизированные группы, хотя и не имели такого названия.
Положительный опыт использования временных конно-механизированных групп подтолкнул советское командование к созданию в конце ВОВ постоянных штатных объединений, со своим командованием и штабом. Одна из таких КМГ, под командованием И. А. Плиева, в январе 1945 года стала 1-й гвардейской КМГ. После окончания Второй Мировой войны кавалерия в Советской армии была упразднена, и история конно-механизированных групп закончилась. В определённой степени полученный опыт был использован для разработки теории применения оперативных манёвренных групп.

## Состав
Состав конно-механизированных групп в разные периоды истории отличался довольно сильно. В состав фронтовой КМГ И. В. Болдина в 1939 году, помимо кавалерийского, входил стрелковый корпус. Входивший с состав группы танковый корпус (недавно переименованный механизированный) был многократно сильнее аналогичных по названию танковых и механизированных корпусов формирования 1942—1945 годов. В КМГ было 834 танка — более трети от общего числа танков фронта и больше, чем в любой из четырёх армий фронта; численность личного состава — 65 595.
Для ликвидации прорыва на правом фланге Западного фронта в июне 1941 года планировалось вновь создать КМГ И. В. Болдина в составе 6-го кавалерийского и двух механизированных корпусов (6-го и 11-го, в сумме более 1 200 танков). Однако сосредоточить группу в полном составе так и не удалось, она вступила в бой под Гродно 24 июня без 11-го мехкорпуса.
Основой фронтовых КМГ периода ВОВ был кавалерийский корпус (или два), которому придавался танковый или механизированный корпус, а также стрелковые, лыжные и другие формирования. К концу войны численность КМГ могла достигать 58 тысяч человек при 27 тысячах лошадей. Как правило, КМГ усиливались различными видами артиллерии и проддерживались авиацией.
Состав некоторых конно-механизированных групп:
- КМГ И. В. Болдина (Белорусский фронт, 1939): 6-й кавалерийский корпус, 15-й танковый корпус, 5-й стрелковый корпус[2].
- группа генерал-майора П. А. Белова (Западный фронт, 1941—1942): 1-й гв. кавалерийский корпус, 112-я танковая дивизия, 173-я стрелковая дивизия, 9-я танковая бригада; усиливалась 415-й стрелковой дивизией, 145-й и 31-й танковыми бригадами[4].
- КМГ И. А. Плиева, впоследствии 1-я гвардейская (2-й Украинский фронт, ноябрь 1944): 4-й и 6-й кавалерийские корпуса, 23-й танковый корпус, части усиления[5].

## Способы использования
Классическим способом использования конно-механизированных групп считается их ввод в сражение на второй-третий день от начала наступления в качестве подвижной группы для активных действий в тылу противника. Действия КМГ И. А. Плиева и Н. С. Осликовского в ходе операции «Багратион» являются примерами именно такого использования конно-механизированных групп. КМГ использовались преимущественно на пересеченной местности (лесисто-болотистой, горной) со слабой дорожной сетью. Ввод в сражение КМГ позволял сохранить высокие темпы наступления, упредить противника в занятии выгодных (иногда заранее подготовленных) рубежей, упреждал в манёвре собственными подвижными резервами. В ряде случаев КМГ использовались для обеспечения флангов наступающей группировки; иногда КМГ сперва завершала прорыв тактической зоны обороны противника, а затем действовала в оперативной глубине. Объединение подвижных соединений и частей различного типа (кавалерийских, танковых и так далее) под одним командованием облегчало их взаимодействие. По выполнении целей операции КМГ обычно расформировывалась; иногда это происходило в ходе операции из-за нехватки сил — КМГ дробилась и использовалась по частям для выполнения срочных задач.
Фронтовая КМГ И. В. Болдина в 1939 году имела собственную полосу наступления между 4-й и 11-й армиями и перешла в наступление в первый же день 17 сентября. 10-я армия, наоборот, двигалась во втором эшелоне за КМГ. Ввиду практически полного отсутствия сопротивления со стороны польских войск, в стрелковых и кавалерийских частях КМГ были сформированы подвижные мотогруппы и мотоотряды, которые стремительно двигались вперед, достигнув Гродно уже 20 сентября.
КМГ И. В. Болдина в июне 1941 года атаковала 9-ю армию немцев силами 6-го механизированного корпуса, при этом его левый фланг прикрывала кавалерия (6-я и 36-я кавалерийские дивизии). Наступление недостаточно поддерживалось артиллерией, поскольку артполки танковых дивизий не выдвинулись на рубеж атаки. Запланированная авиаподдержка (по плану, не менее 80 бомбардировщиков) также не была предоставлена, немцы имели полное господство в воздухе, в частности по частям КМГ активно работал 8-й авиакорпус Рихтгофена. В итоге наступление массы танков 6-го механизированного корпуса 24 июня было остановлено неподавленной противотанковой обороной 256-й пехотной дивизии и ударами авиации. Впоследствии на направление удара КМГ было переброшено ещё две дивизии и 25 июня советское наступление окончательно провалилось, штабы мехкорпуса и группы утратили связь и управление войсками.

## Дискуссия
Несмотря на то, что роль кавалерии в структуре советских вооруженных сил в последние годы перед Великой Отечественной войной снижалась, она оставалась самой крупной по составу среди всех европейских армий. Это вызвало ряд резких оценок в адрес советского военного и политического руководства. Оппонируя этой точке зрения, Исаев А. В. приводит в качестве одного из аргументов успешные действия конно-механизированных групп, в частности группы Н. С. Осликовского в операции «Багратион». Описывая действия группы П. А. Белова под Ромнами он отмечает: «На этот раз у Гудериана не прослеживается никакого излишнего презрения относительно атакующих кавалеристов».